# Вердя (Вилча)
Вердя (рум. Verdea) — село у повіті Вилча в Румунії. Входить до складу комуни Сутешть.
Село розташоване на відстані 150 км на захід від Бухареста, 47 км на південь від Римніку-Вилчі, 52 км на північний схід від Крайови.

## Населення
За даними перепису населення 2002 року у селі проживали 608 осіб, усі — румуни. Усі жителі села рідною мовою назвали румунську.